# 星空幻想Online
《Tartaros Online》（韓版原名：《타르타로스 온라인 》；英文名稱：《Tartaros Online》；日版名稱：《タルタロス オンライン》；陸版名稱：《星空物語 Online》（舊：天堂梦））是由韓國INTIVsoft研發的一款多人在線休閒遊戲，台版代理後雷爵網路取名為《星空幻想 Online》。
該作具備可愛的角色，華麗的動作，以及故事性強的劇情，令玩家可像在MMORPG一樣體驗成長樂趣的同時，也能感受到互相對戰的樂趣。
2008年7月3日在韓國由Wemade宣布推出，同年11月21日公測之前測，12月4日正式公測。
2009年5月27日，雷爵網路宣佈與韓國Wemade取得該作在台灣，香港的代理權，同年10月7日不刪檔封測，10月22日公測。
2011年10月13日香港與台灣遊戲伺服器進行合併。
2012年12月31日台港伺服器停止營運。
2013年2月25日日本伺服器停止營運。
2013年4月22日泰國伺服器停止營運。
2013年12月14日僅存的韓國伺服器也停止營運伺服器，在關閉前幾天解除海外連線限制讓其他海外玩家進入連線。
在這期間易當網絡於2013年取得代理權，沿用陸版名星空物語，但僅有封測，尚未開放伺服器。
INTIVsoft公司在G-STAR 2013 INTIV SOFT攤位上發表《TARTAROS：REBIRTH（復活）》的消息，是個將接續原本的故事，並強化原先的遊戲系統的續作開發計畫。
2014年6月26日由OnNet開放伺服器重新營運日版『タルタロス：リバース』(TARTAROS：REBIRTH)
台版(TARTAROS：REBIRTH)於2014年9月19日由普雷威宣布代理 2014年12月3日展開封測並於12月10日開放公測
台版(TARTAROS：REBIRTH)於2016年11月2日由普雷威宣布結束代理，在2016/11/30伺服器停止營運，在這期間停止遊戲內儲值、開放所有商城道具免費。

日版『タルタロス：リバース』(TARTAROS：REBIRTH)於2018年1月25日由OnNet結束伺服器營運。

## 起始原作
本作是以2003年韓國的Club B.S所製作的 〈Tartaros〉單機同人遊戲為藍本所製作的。遊戲方式是類似彈幕遊戲並在其中穿插過場劇情的形式。
主要角色與Online版角色名稱大多相同但服裝上有明顯的差異，而從劇情及怪物上也可以看出與如今的Online版有許多類同的地方，
劇情內容差不多是編寫到Online版的羅特魯爾村的進度。
（當時就有 舒博爾、伊希莉亞、索瑪、艾洛特、蘋果、坦基、雛菊、藍德斯、羅貝蓮亞、巫爾、唐璜等角色，角色名稱跟現在的Online版完全相同。）
在2005年Club B.S上市成為INTIVsoft公司後，INTIVsoft公司進行Tartaros的Online化的開發。

## 遊戲特色
—電影般的劇情：自進入遊戲之刻起，即可以劇情為中心展開角色培養，並執行相關任務，遊戲劇情全程配音。
—多角色操控：有小隊機制，平時就可同時培養多名角色從中進行遊戲，劇情模式還可一次操控最多三位角色進行遊戲。
—紙娃娃系統：可自由更換造型，打造不一樣的角色外觀。
—華麗的特效與招式，主要以鍵盤操控角色，活用各式按鍵就能使出多樣化的攻擊招式。
—角色表情：具備多種角色表情，便於玩家在遊戲內交流。
—道具回收系統（CUBE系統）：透過回收玩家過多不要的材料，合成為有用道具且有機率獲得稀有道具，即使無用的物品也能有效利用，是避免玩家後期材料過多不知如何使用的解決新方法。
—冒險團Rank：總和並平均玩家所培育的所有角色等級並按照位階給予獎勵，鼓勵玩家培育多名角色。
（冒險團Rank之等級依序為：異鄉人→市民→商人→官僚→貴族→王族→術法師。每位階最低等為ＶＩ（6）等；最高等為Ｉ（1）等，為最高等時再度升級即進入下一位階。）

## 故事劇情

### 遊戲世界觀
在遙遠的過去，地上界存在著神族、巨神族、比夏茲族、人類、魔物等種族；各種種族彼此爭奪地盤與資源，並逐漸創造這個世界。
神族因各種不同的理由創造歐里亞斯族、沙羅曼族（野豬幫）、龍族、銀騎士等生物。
在眾神到達地上之前，地上曾是受到巨神族之統治。
雖然眾神們透過與巨神族戰爭獲得了勝利；但代價即是受到巨神族的詛咒，生命力漸趨枯萎，因此即便是在神界也封印自己來維持壽命；
最終神獲得地上的統治權，戰敗的遺餘少數異族則大多隱匿於世。
然而在人神共存的時代中，神族也不全是善類，部分神族因喜好讓人類產生多起無謂的傷亡；人類逐漸不滿被神所奴役，就在距今七年前人類對神族展開戰爭。
人神對抗持續了兩年的時間，最後由人類的五位大術法師施展『時空封印結界陣』將神族們永久隔離在遙遠的神界—艾力西烏上。
封印神族後世界並沒有因此和諧，痛恨神族的人類國王們開始不留情的將神所遺留的眷屬們消滅殆盡，毀壞各地神殿、屠殺祭司、討伐龍族和銀騎士們。
至此之後，神族不在的地上變得只看得到混亂與不安，不僅從前畏懼神族力量的魔物開始大舉騷擾，盜賊們也目無法治的四處作亂；
然而地上國王們卻只關心他們的權力與勢力，放縱各地的災禍接連不斷，冒險旅途就在如此失序的亂世中展開。

### 故事章節
目前分為兩個主要章節。
第一季劇情(玩家等級LV1～LV80)
從韓版2008年開始到2012年，整章是以尋找『眾神之淚』為主軸的故事。。
『眾神之淚』是能夠使任何魔法和術法失效的一種石頭，就算是『時空封印結界陣』也不例外。
第一章劇情就是主角群尋找和爭奪這種石頭作為核心的故事。
遊戲劇情最開始帶入的時間點是在『時空封印結界陣』展開的五年後，
此時蘋果、舒博爾、索瑪、伊希莉亞已經成為同伴並旅行了一段時間，冒險旅途上會慢慢集結其他五名有不同目的而要尋找或保護『眾神之淚』的總共九名同伴。
故事旅途都在艾莉阿丹王國的邊境—德里歐領地中的馮德斯村到太古之地之間進行。
大致上區分為15個村莊故事以及3個結局段落。
第二季劇情(玩家等級LV80～LV116)
在《TARTAROS：REBIRTH（重生）》上的新劇情，以艾利阿丹王國為主軸的三位王子的故事，並以『艾利阿丹王城』作為進入第二季村莊的新廣場。
艾利阿丹的國王與三名不同種族的女性所生下的三名王子：阿德里安、馬勒愛特、約瑟夫，以三位王子的視點揭發王國內所發生的事件，第一季的冒險團也會在劇情中登出。
由於原廠以開發進度為優先考量，目前遊戲中第二季主線劇情尚未配音。

## 第一季主要角色
遊戲中一共有九種角色可以使用，每個角色都各自擁有不同招式及武器
閱讀前請注意，部分說明會涉及遊戲內劇情，可能會影響你對遊戲的興致程度。
索瑪<Soma>（소마；ソーマ）
- 配音：이현진（韓）／下野紘（日）

- 生日：4月1日(重生版為3月27日)　身高：168 cm(重生版)　體重：60 kg(重生版)　年齡：不詳　血型：Ｏ型 (重生版為A型)　星座：牡羊座

- 攻擊屬性：電擊

- 能力：電擊魔法

- 攻擊類型：物理、魔法

個性聰明堅毅溫柔具包容性，有著不為人知的身分，與舒博爾兩人是冒險團中最早同行的成員，在戰鬥技巧方面顯現了其卓越的資質外，更有著與年齡不符的沉著。在兩年前在斯佩樂諾神殿與舒博爾相遇，因志同道合而展開旅程。
因為外在年齡相近而與蘋果（Pinko）有著深厚的交情，經常擔任蘋果與舒博爾調停者的角色。旅途中有人表示能在人間界使用電擊魔法是相當罕見的存在。
第一章的後面部分得知，實際上他對冒險團隱瞞自己的真實身分與性格，真實身分是有主神艾畢勒右腕之稱的電擊之神-斯佩樂諾，由於主神埃裴勒交付任務給祂，必須前往人間界。
然而受到時空封印陣的關係，必須放棄原本神的樣貌和力量才能在人間界活動，到達地上後看見舒博爾出面保護神殿人員的行為而大受感動便與舒博爾同行展開冒險旅途。
原本性格與在冒險團面前時不同，真實的他待人較冷淡，冒險路途上也不突兀自己的存在，但有必要時會為眾人解答神族相關的過去。
曾在巨神族的戰鬥中受重傷，受到水的女神——黎浬歐菲照顧並愛戀著。
在羅特魯爾村眾人談及愛德琳女神救助人類青年的愛情故事時，索瑪提問：「愛德琳女神愛著青年的話，這位青年也愛著愛德琳女神嗎？」，似乎透露出他對黎浬歐菲也是存有相同的疑惑；
而伊希莉亞以「是互相喜歡的，因為救了他，這樣就足夠了。」回覆索瑪的疑問。
第一章最後，集齊眾神之淚的蘋果跟格芮妮在他的帶領下進入神界，回到神界後更為了不讓蘋果受到傷害，不惜違反規定與同族的伐賈斯刀刃相向也要助蘋果找回母親，化為以往電擊之神——斯佩樂諾（스페르노；スペルノ）的姿態與伐賈斯戰鬥，戰後的結果如何劇中並無說明。

蘋果<Pinko>（핑코；ピンコ）
- 配音：정미숙（韓）／廣橋涼（日）

- 生日：5月5日(重生版為4月25日)　身高：150 cm(重生版)　體重：秘密 (重生版)　年齡：11歲　血型：Ａ型(重生版為B型)　星座：金牛座

- 攻擊屬性：火燄、大地

- 能力：火器使用與機器操作

- 攻擊類型：物理、魔法

個性火爆又不輕易認輸的桃髮小女孩，在過去曾親眼目睹母親被貪欲神之神——伐賈斯給綁架與父親的離別；長大後得知世上存有『眾神之淚』的石頭能使『時空封印陣』失效而得以進入神界救助她的母親，便與她的父親所遺留的機器人——坦基一同踏上尋找『眾神之淚』的旅程。
在兩年前遇到舒博爾、索瑪、伊希莉亞，得知他們不僅帶著『眾神之淚』且還能感知『眾神之淚』的存在，就不由分說的的加入舒博爾他們。
帶有活潑而豪放的個性與尖銳的言詞，最討厭因為年紀小而被輕視；正因為如此，蘋果對舒博爾的領導總是刻意找麻煩，不斷地與舒博爾發生爭執。
歷經過往擁有敏銳的觀察力與複雜的心理層面，戰鬥時能靠著坦基堅硬的裝甲與全身的火器進行攻擊，無論遠近距離都有相當程度的牽制能力。
第一章劇情中段揭露，坦基其實就是蘋果的父親，蘋果的父親當初為救助被伐賈斯神給帶走的妻子時身受重傷，在死前將自己的靈魂藉由『眾神之淚』的力量拘束在機器人坦基體內，使此後能以這樣的姿態繼續保護他的女兒。
第一章劇情結局，藉著眾神之淚與索瑪跟格芮妮一起進入神界，在索瑪的指引與保護下終於在伐價斯神的神殿內如願見到母親，帶著母親逃離的過程中被伐價斯神所阻截，坦基為了保護家人而奮死阻擋伐價斯神的追擊；
中途格芮妮也到場支援，但還是敵不過伐賈斯神的追殺，且當下即使逃離也沒有足夠數量的『眾神之淚』讓所有人離開神界，因此坦基拿出在它體內用於固著他的靈魂的『眾神之淚』，要其妻子帶著蘋果離開。
最後坦基以自爆敵擋伐賈斯神使蘋果她們離開神界。
回到地上界與格芮妮告別後，蘋果與她的母親回去原本的住處過著安穩的日子並將坦基的『眾神之淚』下葬。

舒博爾<Shubalman>（슈발만；シュバルマン）
- 配音：정명준（韓）／鳥海浩輔（日）

- 生日：8月20日(重生版為7月31日)　身高：183 cm(重生版)　體重：85 kg(重生版)　年齡：27歲　血型：Ｏ型　星座：獅子座

- 攻擊屬性：大地

- 能力：大劍揮砍、比夏茲族黑魔法免疫

- 攻擊類型：物理、精神

幼年隨父母流亡，有著強韌的精神、桀傲不馴的態度與毫不留情的刻薄言語，對於無能的上司與權力者更是韃伐有加，對於紀律有著異常的執著與重視，一頭『紅寶石溶液所染紅』的紅髮成為個人的註冊標記，卻也常被他人誤認為是紅髮盜賊團的團長。
過去是卡修米勒領地的克洛寇斯騎士團的一員，身為克洛寇斯騎士團的他接受過比夏茲族血液的輸血跟嚴格訓練，專門對抗使用黑魔法來操弄人心的比夏茲族，能與怪物戰鬥的他們在當時被稱為全王國最強的騎士團。
然而『時空封印結界陣』展開後，國王下令誅殺所有祭司，騎士團們因不願斬殺昔日戰友的祭司們而使國王下令肅清領地，其中騎士團團長-藍德斯由於不願就在此地死去而出賣騎士團，憤恨的舒博爾前去追擊叛逃的藍德斯，劃傷藍德斯臉部的同時也所幸逃過劫難；
但回去領地的他，只看到已毀滅殆盡的廢墟。
舒博爾在廢墟中見到瀕死的德威領主，領主在死前託付舒博爾必須找回擁有『治癒之石』能力的『眾神之淚』交還到他的女兒—阿奈伊斯手上的遺言而死去，滿懷忠誠心的舒博爾就此為了尋找眾神之淚而啟程冒險。
第一章劇情前段，在羅特魯爾村與藍德斯再相會，受國王命令收集『眾神之淚』的藍德斯等人發現伊希莉亞手中的『眾神之淚』而與舒博爾發生爭鬥。此後，便不斷與舒博爾一行人互相角力爭奪『眾神之淚』。
第一章劇情中後段，在進入要塞都市卡里波前與藍德斯對決，對決落敗的藍德斯拿出『治癒之石』並以此為條件不許舒博爾他們去追擊王國軍；
而後眾人追擊逃離的藍德斯，就在把藍德斯逼退到路可退時，他卻將『治癒之石』丟向大海，所幸被艾德華機靈的行動所劫奪過來。
後來由於高德威指揮官的介入，雙方必須面對共同的敵人而維持短暫的合作關係，後來雙方也因不同目的而分道揚鑣。
藍德斯離別前告訴舒博爾，阿奈伊斯正位於阿爾尼卡修道院的消息，而後舒博爾一行人來到修道院後，舒博爾也終於能將『治癒之石』交到阿奈伊斯手上，得以結束這三年來心中最大的煎熬。
然而由於『伐賈斯誓死團』的野心，阿奈伊斯被脅迫作為『恐怖的泰勒托斯』的生命能量使用，期間艾洛特設法用術法讓『恐怖的泰勒托斯』停止活動，但還是讓誓死團成功達成他們的目的。
後來在舒博爾一行人即將命喪於誓死團的攻擊之際，阿奈伊斯以自我意識控制『恐怖的泰勒托斯』接下攻擊而命喪黃泉。
死前阿奈伊斯對舒博爾說：「你已經完成克洛寇斯騎士團的任務了，我代表爸爸和卡修米勒領地對你的功勞表示敬意，所以捨棄你的刀，為你自己和你的朋友而活吧。」
此後舒博爾便不再以騎士的身分而是以保護他人的身分而揮舞刀劍，一同與夥伴朝向太古之地邁進，面對最後的戰鬥與別離。
第一章劇情最終，舒博爾代替在術法師殿堂戰鬥後依然下落不明的柯摩托，同時也是為了完成阿奈伊斯最後的遺願，與艾德華一起離開馬拿路斯山前去哥蘭德精靈谷把『治癒之石』帶去給坤斯。

伊希莉亞<Isilia>（이실리아；イリシア）
- 配音：전영수（韓）／大原沙耶香（日）

- 生日：11月12日(重生版為11月9日)　身高：171 cm(重生版)　體重：49 kg(重生版)　年齡：不明　血型：ＡＢ型　星座：天蠍座

- 攻擊屬性：致命

- 能力：雙刀揮砍、感應『眾神之淚』

- 攻擊類型：物理、精神

具有神奇能力的少女，可以透過感應力測知『眾神之淚』碎片的所在位置，她並不知道自己來自何方，只知道在某次找尋『眾神之淚』的時候，
遭到意外而喪失過去的記憶。言行舉止頗為冷漠，但實際上有著溫柔的內在，對情緒的處理略嫌笨拙，無法直率地表達自己的內心。
對冒險團中的成員都相當關心，時時提醒蘋果不能有太過粗俗的行為舉止，也多次出面為同伴阻擋傷害。
伊希莉亞雖然平常不多話，但內心其實也在害怕著，曾在劇中對艾洛特說過『擔心自己是跟大家不同的存在，害怕找回記憶只是知道自己只是個沒有資格跟大家一同旅行的怪物』的擔憂。
第一章結局時，突如其來的賽那巴們正在攻擊舒博爾，然而伊希莉亞卻對自己為何無法對賽那巴出手而感到困惑，此時猶如知曉一切的阿凱夏女神現身於她的面前。
當伊希莉亞看到阿凱夏女神的剎那，恢復記憶並知曉自己其實是阿凱夏女神和大術法師-莎利阿勒為了收集世上的眾神之淚而利用死者屍體所誕生殺人武器-賽那巴；想起自己曾經是跟著其他賽那巴不斷找尋『眾神之淚』，並將所有阻擋者逐一殺害、掠奪的過去。
同時也解釋了為何一開始就在尋找『眾神之淚』的來由跟為何身上會帶著『眾神之淚』的原因。
最後，想起過去記憶的伊希莉亞，不忍心在阿凱夏女神的操控下而親手殺了舒博爾，因此憑靠自己僅存的意識往舒博爾的刀尖投奔而去。
伊希莉亞自我犧牲後，靈魂回歸到阿凱夏女神那邊，而失去意識的伊希莉亞的軀體放置在術法師殿堂內保存由艾洛特保管，而艾洛特也發下承諾必定會找到阿凱夏女神，從祂手中救回伊希莉亞的靈魂。

艾洛特<Aelrot>（아엘로트；アエルロト）
- 配音：박성태（韓）／野島裕史（日）

- 生日：9月5日(重生版為9月22日)　身高：175 cm(重生版)　體重：67 kg(重生版)　年齡：23歲　血型：Ｂ型　星座：處女座

- 攻擊屬性：審判

- 能力：術法 〈術法師：術法是人類經過修行而來的能力。多數聚集在馬拿路斯山上修行，同時也是『時空封印結界陣』展開後唯一可以制裁國王的審判者。〉

- 攻擊類型：魔法、精神

身上佩劍卻不是拿劍揮砍的劍士，而是名擅長使用術法的黑色術法師。
旅途中總是能對應情況策劃妥善的應對措施，並適時提供各種解說與說明給予眾人，必要時會使用術法化解危機，在冒險團隊中是相當重要的人物。
原名為艾黎爾（아리엘；アリエル），嬰兒時期遭受比夏茲族襲擊而失去家人，事發後由大術法師——希培勒特所救並養育及教導，過於優異的天資使他年紀輕輕就成為世上僅有五名的『大術法師』的資格。
在與神的戰爭中對自己能力過度自信，不慎被主神的勢力所包圍，而前來擋下攻擊的卻是希培勒特。希培勒特的死再加上與莎利阿勒的意見不合，便辭去『大術法師』的職務，而後就在獨自流浪中巧遇現今冒險團同伴們。
在團隊中與索瑪有著相當微妙的關係，有時會向索瑪說出一些耐人尋味的對話。
在流浪後就開始追查反逆之神跟各王國的動向，並調查各地與其相關的可疑行為，以至於在眾人面前總是突然脫隊單獨行動。
第一章結局時，對遲遲還沒來到太古之地護送『眾神之淚』的術法師感到焦慮，而隻身前往位於馬拿路斯山上術法師的大本營—術法師大殿堂，隨後舒博爾一行人也追隨艾洛特前往。
來到馬拿路斯山的艾洛特察覺入口的術法陣遭人破壞，戒備完全變成空洞狀態，後遇上反逆之神（半神）的捷豹並追問下，才驚覺大聖堂已被反逆之神們給入侵，便前去大殿堂支援術法師們與反逆之神們的戰鬥。
而後各地的術法師接受到大聖堂的召集旨意也都紛紛前來支援，最後在眾術法師和冒險團成員的努力下成功阻擋反逆之神此次的攻擊行動。
與反逆之神的戰鬥結束後，尚未復位『大術法師』的身分，就離開馬拿路斯山，跟蹤準備要前去北方大地的反逆之神們。

格芮妮<Grenite>（그래니트；ナギ）
- 配音：김보영（韓）／福井裕佳梨（日）

- 生日：8月27日(重生版為6月29日)　身高：168 cm(重生版)　體重：47 kg(重生版)　年齡：20歲（日版年齡為19歲）(重生版23歲)　血型：ＡＢ型(重生版為O型)　星座：處女座(重生版為巨蟹座)

- 攻擊屬性：大地

- 能力：治癒魔法、疾病免疫、藥草知識

- 攻擊類型：魔法、精神

納斯普族人，天生擁有美麗的外貌與對疾病的超強抗體，但一切都是為了擔任神明的祭品的種族。
然而『時空封印結界陣』設下後納斯普族雖然脫離了成為祭品的宿命，但是特殊體質，卻也成為了鍊金術士的研究對象。
格芮妮擁有一頭耀眼的金髮與陶瓷般晶瑩肌膚的女性，個性迷糊卻溫柔具包容性，不懂與人爭執。
因為過去的經歷與時常迷路的性格，相當害怕孤單寂寞，使得她非常重視冒險團的同伴們。
過去曾被鍊金術師士抓走，但因艾格里特的活躍，使格芮妮得以從鍊金術師士那獲救，也因此對拯救她的艾格里特抱有好感，脫逃後跟著艾格里特與其他族人一起佔據失落要塞做為納斯普族獨立運動的據點。
與冒險團一同經過失落要塞與王國軍的戰鬥後，失去艾格里特的格芮妮為使全天下的納斯普族獲得自由與幸福，決心去神界與創造她們的萊比歐斯女神見面，而加入尋找『眾神之淚』的冒險旅程。
在冒險路途中，見識到更多發生在納斯普族身上的各種不幸，包括納斯普族死後靈魂無法安息，只能在地上飄盪甚至更被邪惡的鍊金術士所利用等事。
第一章故事的最後，借助大家的力量跟頻果與索瑪以同進入神界，如願在神界與萊比歐斯女神會面，萊比歐斯女神讀取格芮妮的記憶，並透露納斯普族全是祂靈魂的一部分。
創造納斯普族的真正目的是為了淨化地上界所存在的會使所有物種削減生命力的『巨神族的詛咒』，而獻祭儀式真正用意是讓納斯普族的靈魂回歸到天上的萊比歐斯女神身上，納斯普族才得以轉生。
但由於『時空封印結界陣』的干擾，循環被打斷的結果靈魂無法回到萊比歐斯女神身邊，天上的萊比歐斯女神也因此逐漸失去力量。
見到格芮妮記憶的萊比歐斯女神，為了自己也為了幫助納斯普族，藉著『眾神之淚』能使封印陣效果無效的作用，借用格芮妮帶來的『眾神之淚』與其結下契約，
將自己一部分封入『眾神之淚』並化為權杖託付給格芮妮，並指示格芮妮前去回收地上的納斯普族靈魂們。
其交付的權杖能夠自行吸收靈魂回到萊比歐斯女神的身上，並可指引格芮妮想去的任何場所，使格芮妮從此不再有迷失方向的困擾。
離開神界，回到地上後，與蘋果互相道別，展開她拯救地上族人們的旅途。

柯摩托<Cromodo>（크로모도；クロモド）
- 配音：이호산（韓）／浪川大輔（日）

- 生日：10月17日(重生版為10月21日)　身高：180 cm(重生版)　體重：70 kg(重生版)　年齡：28歲　血型：Ａ型(重生版為B型)　星座：天秤座

- 攻擊屬性：冰凍、火焰、大地

- 能力：魔法 〈魔法師：使用神還在地上世界時所教導的知識。精通魔法的柯摩托能使用大多數種類的魔法，但並不包含像電擊魔法、治癒魔法這種只有少數特定使用者所使用的魔法。〉

- 攻擊類型：魔法、精神

一頭灰白色的頭髮，總是戴著一副眼鏡，突顯出柯摩托知性的一面。有著修長的身材與端正的五官，知名大魔法師『克羅皮諾』之子。
為了挽救父親的聲譽，致力於守護哥蘭德精靈谷，是一名勇敢、沉著且謹言慎行的人物。
由於家學淵源，柯摩托從小接觸各式各樣的魔法，尤其是對於火焰與冰凍遠距離攻擊系魔法，此外也會使用跟隨敵人的誘導攻擊技能。
帶有一隻名為『艾德華（Alphonse）』的白色魔法狗，有優異的嗅覺且可以搬運重物，但經常被柯摩托虐待。
為了救治受到汙染的精靈『坤斯』，他跟舒博爾一樣必須找到『治癒之石』的眾神之淚為由而加入冒險團；對自我能力具高度的自信，在他人面前常更自稱為『大魔法師』。
第一章劇情結尾，到達太古之地，找到一定數量的『眾神之淚』與『治癒之石』的冒險團，柯摩托施展飛行術並藉由『眾神之淚』將索瑪、蘋果、格芮妮送達神界。
之後，與舒博爾及伊希莉亞三人一同前去馬拿路斯山支援稍前就已離開的艾洛特；到達馬拿路斯山的一行人，柯摩托察覺路上被施展了結構極其複雜的魔法陣，勸導一行人謹慎前進並解除一路上所有的魔法陣。
而由於所有的魔法陣被解除，反倒被施展這些魔法陣的反逆之神的泰賈斯所發現，柯摩托在得知泰賈斯的名字後也終於理解為何會有複雜的魔法陣，因為施展法陣的就是魔法之神——泰賈斯。
為了保護眾人和『眾神之淚』，柯摩托與泰賈斯進行一場魔法大戰，然而使用魔法的柯摩托當然敵不過魔法之神，因此柯摩托決定耗盡全身力量施展出不為泰賈斯所知的家傳自創魔法來對付泰賈斯。
與泰賈斯戰鬥的柯摩托生死不明，眾人在戰鬥結束後也找不到柯摩托的蹤影。
一段時間後，依然未尋獲柯摩托的舒博爾，遵從對柯摩托的約定，與艾德華一起離開馬拿路斯山，前去哥蘭德精靈谷把『治癒之石』帶去給坤斯。
劇情最末，出現一張坤斯與不明背影人物見面的劇情過場圖，耐人尋味。

露可<Ruko>（루코；ルコ）
- 配音：여민정（韓）／佐藤聰美（日）

- 生日：2月28日(重生版改為2月27日)　身高：165 cm(重生版)　體重：48 kg(重生版)　年齡：17歲　血型：Ａ型(重生版為B型)　星座：雙魚座

- 攻擊屬性：致命

- 能力：卡柏夏德暗殺術

- 攻擊類型：物理、精神

出生於卡柏夏德聖地中的武士，隸屬於德里歐城裡的『暗殺戰術特殊部隊』，世代都在德里歐領主旁提供協助。
露可有著如貓一般美麗的綠色眼眸；帶有一隻名為『咪咪』的忍貓，會講人話並且對卡柏夏德的歷史瞭若指掌，必要時會使用法術。
對卡柏夏德聖地也有著極高的情感，一心一意以保護卡柏夏德聖地為職志，對於有意侵犯聖地的外來者，抱持著高度的警戒心。
身為武士的露可，有著一位經常給予露可關愛與保護的姐姐-里安，里安也是卡柏夏德聖地的第十七代堂主，身為堂主的里安有代表堂主身分象徵的『堂主石』，以自身強大的武功守護卡柏夏德聖地。
第一章劇情中段，眾人來到卡柏夏德聖地，但卡柏夏德聖地早已被盯上『堂主石』的王國軍騎士團團長所潛伏，之後武士慘遭殺害，而在王國軍得知里安已喪失武功的真相後，『堂主石』也被王國軍所奪走。
眾人與露可雖在堂主里安的絕死護送下得以脫逃，但也使里安最後的生命力耗盡，里安在死前認命露可為卡柏夏德聖地的第十八代堂主。
之後，露可與舒博爾一行人一同前往德里歐領主城協助艾芬多絲幫助威羅特領主復位。復位的威羅特領主為了避免『眾神之淚』被用於戰爭上，託付冒險團將『眾神之淚』從王國軍手中奪回並送往太古之地由術法師保管。
在幫助威羅特領主復位成功後，繼續協助艾芬多絲進行運送眾神之淚至太古之地的任務，一路上發揮卡柏夏德武士的本領，在偵查及潛入提供莫大的協助。
第一章劇情最末，獲得『眾神之淚』的冒險團此刻分成兩邊行動：前往神界並護送『眾神之淚』是由舒博爾與其他人前去；艾芬多絲及露可這邊則是留下來阻擋王國軍的追擊。
與王國軍的死鬥中，鍊金術師的歐斯巴特加入戰局並使用邪術操控士兵作戰，露可與咪咪為了這變化的局勢自願留下阻擋敵軍，最初露可雖因咪咪的法術支援展現出高超的武藝；
然而咪咪的存在卻引來帶隊的歐斯巴特的好奇，不慎中了歐斯巴特的奇襲，最後咪咪在逃亡中傷勢過重致死。
身受重傷但所幸逃脫的露可後來也不支倒地，在夢中與里安、咪咪相見，里安及咪咪向露可做最後的道別，夢中露可也道出自己對她們的不捨；夢醒後的露可發現自己正被隱遁之神—培里歐奈的法陣所治癒，傷勢回復後便去支援艾芬多絲那邊的戰鬥。
戰鬥結束，露可和已復位的大術法師艾洛特相道離後，便與艾芬多絲一起回到德里歐領主城。

艾芬多絲<Elphindos>（엘핀도스；エルピントス）
- 配音：정유미（韓）／小清水亞美（日）

- 生日：12月25日(重生版更改為1月15日)　身高：173 cm (重生版)　體重：52 kg(重生版)　年齡：27歲　血型：Ａ型(重生版為B型)　星座：魔羯座

- 攻擊屬性：冰凍

- 能力：劍技

- 攻擊類型：物理、魔法

由於體力素質高，適合前鋒衝刺以協助隊友，冰凍系的近距離攻擊為艾芬多絲最擅長的武器。
屬於威羅特領主禁衛軍團的獅子騎士團，是威羅特領主最忠誠也最具戰鬥力的兵團。
身為威羅特領主的獅子騎士團指揮官及戀人，艾芬多絲擁有沉著冷靜的領袖特質。
富有責任感的艾芬多絲，總是忠心的輔佐威羅特領主。
艾芬多絲出生於騎士家庭，但原本應該是由她的兄長——提歐里繼承家位，但由於艾芬多絲在小時候某次生日宴會上因不滿生日禮物而衝出會場導致被惡人捉為人質，前來營救的提歐里與其決鬥，結果重傷不治，使得艾芬多絲長大成人後由她替兄長繼承家位。
艾芬多絲有位雙胞胎妹妹——夏勒羅特，是艾芬多絲目前唯一在世的親人，但由於提歐里的死亡使她無法原諒艾芬多絲，在這種憤怒情緒的催化下而成為王國軍的一員與艾芬多絲對立著。
第一章劇情中段在成功幫助經過了四年終於再復位的威羅特領主後，威羅特領主交付艾芬多絲負責運送眾神之淚的任務，此後便與舒博爾一行人前往太古之地。
第一章劇情最末，獲得『眾神之淚』的冒險團此刻分成兩邊行動：前往神界並護送『眾神之淚』是由舒博爾與其他人前；艾芬多絲及露可這邊則是留下來阻擋王國軍的追擊。
與王國軍的戰鬥達某種程度，艾芬多絲認為已經成功拖延王國軍使『眾神之淚』不被奪取了，便向王國軍表明只想護送『眾神之淚』並不想與國王為敵；
此時艾芬多絲與王國軍達成和解共識，但突然間半神—埃傑卡帶著其部下歐里亞斯族無預警的出現，兩軍轉向共同面對埃傑卡和歐里亞斯族的威脅；
卻由於夏勒羅特堅持不肯與艾芬多絲合作，導致出面調解的艾芬多絲的參謀—費利安遭敵人背襲死亡，戰鬥結束後，眾人滿懷感傷的聽取費利安最後的遺言。
結束戰鬥的艾芬多絲軍忙著處理跟弔唁同伴屍骨。
一切結束後，艾芬多絲向術法師們表達謝意，便與露可一起回到德里歐領主城。

## 第二季主要角色
艾利阿丹的三位王子，玩家無法使用。
閱讀前請注意，部分說明會涉及遊戲內劇情，可能會影響你對遊戲的興致程度。
阿德里安<Adrian>（アドリアン）
- 配音：無

- 種族：人類

- 能力：劍技

艾利阿丹國王與維多利亞前任王妃與所生的第一王子，同時也是艾利阿丹的第一王位繼承人，性格成熟穩重，感情不會表露在外。
由於維多利亞王妃在與國王初夜前，就被當時艾利阿丹王國的主神-伐賈斯，入侵王妃的住所，以至於身世被懷疑是伐賈斯之子。
為了獲得眾人及父王的信賴，隱蔽自己的情感不斷四處征討敵軍及清除神族勢力。

馬勒愛特< >（マルエット）
- 配音：無

- 種族：人類、納斯普族混血

- 能力：劍技

艾利阿丹國王與納斯普族所生的第二王子，頭上長著一對小羊角， 性格溫暖、樸素，把幫助困苦的人視為己任。
母親是注定成為祭品的納斯普族，生下馬勒愛特後被追兵所殺，由養父撫養長大，養父去世後由於受不了貴族的冷落與壓迫，離開王城與好友一起四處流浪幫助他人。

約瑟夫< >（ジョゼフ）
- 配音：無

- 種族：人類、神族混血

- 能力：無

艾利阿丹國王與莉潔娜現任王妃所生的第三王子。
母親是微風女神－莉潔娜，為規避時空封印陣的影響，封印力量並擔任王妃，在王宮照顧著約瑟夫。
由於惹得莉潔娜的兄長－伐賈斯的憤怒，使得約瑟夫看不見也無法行走，只能接受母親莉潔娜的撫養才得以順利成長。

## 第一季重要角色
藍德斯（란더스；ランドス）
- 配音：김상백（韓）／今村卓博（日）

- 種族：人類

- 能力：大劍揮砍、比夏茲族黑魔法免疫

與舒博爾是世上僅存的兩名克洛寇斯騎士團騎士，曾經是騎士團團長與舒博爾一同對抗比夏茲族。
身為騎士團團長的他，曾讓違抗命令的舒博爾免於一死，是克洛寇斯騎士團中受人信任與尊敬的團長。
但就在王國軍要肅清卡修米勒領地的祭司時，為了讓自己與團員們保命，大開大門讓王國軍進入砍殺祭司，叛逃時被舒博爾劃傷臉部。
認為『騎士是為了能夠了解自己價值而戰鬥的』，因此對舒博爾理想式的的作風感到太過天真。
五年後與舒博爾在羅特魯爾村的路上相遇，目的是為了國王而收集德里歐領地內的『眾神之淚』，而後便不斷與舒博爾一行人多次交戰、爭奪『眾神之淚』。
然而私底下跟舒博爾一樣為了阿奈伊斯在尋找『治癒之石』的眾神之淚，但是卻先比舒博爾他們還要早找到『治癒之石』。
最後在卡里波要塞與舒博爾相會，歷經爭奪與合作後，受到大局的變化使他不得不先放棄收集『眾神之淚』的任務，改以護送盧克萊因前去王城的任務為優先。
在與舒博爾他們分離前同意把『治癒之石』交由舒博爾處理，並同時透露阿奈伊斯的所在位置。

巫爾（무아；ムーア）
- 配音：정미숙＜羅特魯爾村以前＞、김보영（韓）／神庭奈央（日）

- 種族：人類

- 能力：冰凍魔法、感應『眾神之淚』 〈也能夠感應到伊希莉亞〉

與藍德斯、羅貝蓮亞、盧克萊因一起行動的少女，能夠感知『眾神之淚』的存在。
在過去由於艾莉阿丹王國的知名鍊金術師『泰拉瑪』使用人類小孩進行人體實驗的影響，產後能夠感應『眾神之淚』的體質。
泰拉瑪的人體實驗後來被公諸於世，泰拉瑪被褫奪鍊金術師的資格；而經過人體實驗後產生特殊體質的的巫爾、羅貝蓮亞如今則是被王國繼續雇用著。
平常沉默寡言對其他事都漠不關心，只聽從藍德斯的命令，藍德斯如有危險時情緒也會跟著激動起來；除了能使用魔法外，平時也都是在低空飄浮的狀態下移動，使她曾經能在不發出腳步聲的情況下擄獲舒博爾一行人。

羅貝蓮亞（로벨리아；ロベリア）
- 配音：전영수（韓）／中島沙樹（日）

- 種族：人類

- 能力：火焰魔法

與藍德斯、巫爾、盧克萊因一起行動，雖為妙齡女性但卻被蘋果稱呼為『老太婆』，因此跟蘋果關係常是水火不容。
平常講話相當暴躁，但跟巫爾一樣相當重視藍德斯，也跟巫爾一樣受到鍊金術師『泰拉瑪』的人體鍊金術實驗產生特殊體質，以火焰魔法為主要攻擊手段。

盧克萊因（루클레인；ルクルレイン）
- 配音：김태영（韓）

- 種族：人類

- 能力：無

與藍德斯、巫爾、羅貝蓮亞一起行動，是收集德里歐領地內的『眾神之淚』並送到國王手上的主要負責人，認為所有領地內東西都是國王的資產，因此『眾神之淚』是屬於國王所有，任何人都不可侵占。
不參與戰鬥，但也不會顯露出不講理的態度，即使在王國軍內也還是一位能互相溝通的人。

艾格里特（애그리트；エグリート）
- 配音：최승훈（韓）／岸尾大輔（日）

- 種族：納斯普族

- 能力：人工眾神之淚

失落要塞內號召納斯普族展開獨立運動的年輕納斯普族領袖，同時也是格芮妮的戀人；過去受到歐斯巴特的鍊金術實驗影響，不知情的情況下體內被培育『人工眾神之淚』。
但因為艾格里特從實驗中逃脫，使得歐斯巴特從國王那借出大軍進攻至失落要塞尋找；後來從歐斯巴特口中得知真相後，為了使族人平安離開失落要塞將自己做為誘餌與歐斯巴特決一死戰。
戰鬥結果不明，但歐斯巴特在後段劇情依然存活。
挑戰任務-高級要塞之決鬥的任務說明圖示上有繪出被『人工眾神之淚』侵蝕後樣貌的艾格里特，但在該挑戰任務中卻沒出現。
2013年韓版開放各國玩家進入連線的期間，在最後關閉伺服器前的NPC角色展示中有展示過遭侵蝕後艾格里特的角色模組。

坤斯（퀸시；クインシー）
- 配音：전영수（韓）／互野ちひろ（日）

- 種族：精靈 〈精靈族：出現在悠久而繁茂的森林中，基於保護棲息地的理由基本上都有保護森林的天性。性格愛好和平、不喜與人類接觸，但由於精靈族會維持森林的茁壯，村民們通常也會主動奉獻食物給精靈族。〉

- 能力：無

坤斯原本是個居住在精靈森林的精靈族女孩，但精靈森林受到汙染後被柯摩托發現倒地無力的她，為了讓她躲避精靈森林的汙染柯摩托讓她同住在一起，期間與柯摩托一同培育能淨化精靈森林的植物。
劇情中為了阻止波樂摩托的詭計，隻身前往還未淨化乾淨的森林，後來借助冒險團的幫忙成功阻止波樂摩托，但自身也因為過多污染而倒地；為了救治坤斯的柯摩托，以尋找『治癒之石』的眾神之淚為由加入冒險團。
遊戲中有出現其他的精靈族，但會發現外觀跟坤斯有落差，原因是由於坤斯並不是純種精靈，而是屬於與住在森林的人類長期相處，最後跟精靈族所結合的後代—『半精靈』，所以才會擁有人類跟精靈的共有特徵。

里安（리안；リアン）
- 配音：김보영（韓）／佐佐木望（日）

- 種族：人類

- 能力：卡柏夏德暗殺術、堂主之力

卡柏夏德第17代堂主，威羅特領主的摯友，也是露可的姊姊。
從小到大都相當溺愛露可，為了保護露也勇於違抗父親。
姊妹倆長大後，在一次原本卡柏夏德要派兵前往領主城幫助領主，但因為有人從中攪局使得武士們無法離開森林甚至還操縱露可使姊妹相殘發生，雖然最後里安打倒了露可，但為了救治露可而把藥給了她，自己則因為傷重武功全失。
後來王國軍為了奪取堂主之石而殺害卡柏夏德的武士們；里安因為慘遭自己的親信背叛而受重傷，但藉由交換僅存的生命來換取武功，護衛露可與冒險團們逃過王國軍的追擊，最後授命露可為第18代堂主後死去。

萊因哈特（綠裴勒）（라인하트／록펠러；ラインハート/ロックフェラー）
- 配音：이호산（韓）／井口祐一（日）

- 種族：人類

- 能力：重斧砍擊

喬裝成的傷者成功混入卡柏夏德成為武士—綠裴勒，而這一切都是為了奪取堂主之石而策劃的計謀，實際身分是第七王國騎士團的團長，過去平定北方野豬幫之亂有功，跟艾芬多絲及威羅特都是昔日的戰友。
具有相當程度的實力，即使與為姊姊報仇而奇襲的露可交戰也顯露出一副相當輕鬆的態度，除了戰鬥能力在謀策與佈局都相當有能力，為表自信常站在第一線戰鬥，深受國王器用。
與艾芬多絲軍幾次交戰後，受到對諾帕斯帝國的戰爭局勢影響，放棄追逐護送『眾神之淚』的艾芬多絲軍，轉而支援國家戰事而返回王國。

威羅特（윌로트；ウィルロト）
- 配音：中田隼人（日）

- 種族：人類

- 能力：劍術

德里歐領地的領主，艾芬多絲的戀人。
跟萊因哈特、里安、高德威等人都是過去的戰友，昔日由於征討邊疆有功，而被國王封為德里歐領地的掌管者，開拓德里歐領地的期間也付出不少心血；
但由於反抗國王命令而成為階下囚，取而代之王國軍則扶持威羅特的弟弟—朗斯羅繼位，但朗斯羅的無能使得德里歐領地苦不堪言，意反者眾多。
後來藉由露可及艾芬多絲等人的力量成功復位，使德里歐領地在威羅特領主的治理下治安逐漸改善。
復位後交付艾芬多絲與冒險團們護送眾神之淚的任務；後來隨著國王對諾帕斯帝國發起戰爭的局勢影響下，威羅特領主接受王國軍所提出的建言，為了能夠消彌與國王的緊張關係而派軍支援王國對諾帕斯帝國的戰爭。

夏勒羅特（샤를로트；シャルロット）
- 配音：김보영（韓）／原田瞳（日）

- 種族：人類

- 能力：火焰魔法

艾芬多絲的雙胞胎妹妹。
從小就嫉妒因長女的身分備受寵愛的艾芬多絲，更由於某天在兩姊妹的生日宴會上艾芬多絲吵著要夏勒羅特的項鍊，艾芬多絲衝出門外意外導致姊妹倆的兄長提歐里的死去，使得夏勒羅特從此記恨艾芬多絲而成為王國軍的一員。
而後見到艾芬多絲經常壓抑不住自己的情緒而衝動攻擊。
但在與半神——埃傑卡的戰鬥中，夏勒羅特依然在攻擊艾芬多絲，正好夏勒羅特要遭到攻擊，艾芬多絲衝向前阻擋敵人，不慎盾牌從手中掉落，並無擋下夏勒羅特的下一記攻擊，夏勒羅特驚訝地說：「為什麼……你不防守？」
由此可看出夏勒羅特對於自己剩下唯一的親人還是關心的，不過只是羞於表達，把自己的外表以強勢來表現。

提歐里（デオリン）
- 種族：人類

- 能力：劍術

艾芬多絲和夏勒羅特的親哥哥。
身為女性的艾芬多絲原本是不用拿劍的，而是身為長男的提歐里才是原先的家族繼承人。
艾芬多絲會成為女騎士的緣由是由於艾芬多絲和夏勒羅特10歲生日那天，提歐里分別給予夏勒羅特代表露水的項鍊及艾芬多絲代表葉片的項鍊，但由於艾芬多絲比較喜歡夏勒羅特的項鍊而鬧脾氣衝出家門；
卻不慎被有心者抓作人質，前來救助的提歐里攔下對方的威脅信並向對方提出決鬥的要求，決鬥後卻傷重不治。
提歐里在死前說出給予她們項鍊的用意，露水雖然閃亮但沒有可停留的葉片卻會乾枯，因此提歐里是希望艾芬多絲能夠成為如同森林般的姐姐，去保護對所有事情都很消極且脆弱的夏勒羅特。

費利安（펠리언；ベルリオン）
- 配音：신용우（韓）／金野潤（日）

- 種族：人類

- 能力：劍術

艾芬多絲的副手；為人風趣幽默但不失正經，時常在一旁點醒、鼓勵艾芬多絲隊長。
最後在太古之地與歐里亞斯交戰時看不下去夏勒羅特對她姐姐的偏差行為，往夏勒羅特打了一巴掌，同時也因為分心，被交戰中的敵軍偷襲而喪命。

阿奈伊斯（아나이스；アナイス）
- 配音：能登麻美子（日）

- 種族：人類

- 能力：比夏茲族黑魔法免疫

卡修米勒領地的聖女，也是領主的女兒，是舒博爾花了多年的期間也要拯救的女性；神治時期時，人類為了對抗比夏茲族能夠操控人心的黑魔法，而進行比夏茲族的輸血抗體實驗，在無數犧牲者後，最後在阿奈伊斯身上終於獲得成功。
而後克洛寇斯騎士身上都有注入她的血液，使騎士們獲得對抗比夏茲族的能力。
但因為她是第一位輸血成功者因此受到的痛苦比他人都來得嚴重，必須依靠『治癒之石』維持生命，但因為後來發生王國軍肅清領地而使『治癒之石』被奪，舒博爾向將死去的領主誓言必找回『治癒之石』而離開。
多年後舒博爾從藍德斯身上取得阿奈伊斯的消息與『治癒之石』前去阿爾尼卡修道院尋找阿奈伊斯。雖然阿奈伊斯依然存活，也很感激舒博爾的到來；
但在這之前由於無法忘懷過去的傷痛而誤入伐賈斯誓死團，差點使伐賈斯誓死團殺害舒博爾他們，最後在阿奈伊斯想要保護舒博爾的心情下承受『審判要塞』——哈莫爾之槍的攻擊而喪命。

迪奧乃（디오네；ディオネ）
- 配音：김수영（韓）／佐佐木望（日）

- 種族：人類

- 能力：術法

施展『時空封印結界陣』的五名大術法師之一，大術法師裡唯一的女性，同時也是艾黎爾一同修練術法時的青梅竹馬。
其他大術法師各自不在其位的現在，術法師大殿堂由她一人全權負責處理；艾黎爾曾說迪奧乃雖然外表看似堅強，但內心其實十分柔弱。
和解除大術法師位子的艾黎爾不同，依然還具有阿潔莉娜、伊詹、文森等派勒提爾。其中的阿潔莉娜是由於迪奧乃關心艾黎爾，所以特別創造能探查艾黎爾動向的派勒提爾。
在最後的半神與龍族的攻防戰中，發動召喚陣急召各地術法師前來到場支援，並於該場戰鬥中展現一人壓制冰龍跟水龍，並正面接下黑龍直擊的實力。

戴米安（데미안；テミアン）
- 配音：장민혁（韓）／金野潤（日）

- 種族：派勒提爾 〈派勒提爾：術法師透過與生物共享心靈所創造出來的隨從，外觀與能力都和創造的術法師之想法息息相關，除了共享訊息外，也能夠透過主人的氣息療癒傷口；派勒提爾也能夠使用術法。〉

- 能力：術法

希培勒特希望有位能夠陪伴艾黎爾（艾洛特）的人所創造出來的派勒提爾，外觀上刻意與艾黎爾神似。
在希培勒特死後即將也要跟著消失的他，原以為艾黎爾會繼承希培勒特並接收他為派勒提爾，但卻因為艾黎爾的不告而別，最終只好跟艾黎爾意見相左的莎利阿勒結下契約。
5年後，戴米安帶著術法師部隊路經阿爾尼卡修道院時看到那位化名為艾洛特的艾黎爾，後來在伐賈斯誓死團的對抗中，不慎被捷豹暗算，使他與莎利阿勒間傳遞生命的玉石被擊碎。
玉石被擊碎後雖然生命即將逝去，但也因此戴米安終於能夠在莎利阿勒無法察覺的情況下，坦白做自己想當艾黎爾派勒提爾的期望，也對艾黎爾道出希望他能夠回去繼承希培勒特的位置。在生命隨時都有可能消失的情況下前去阻擋敵人的攻擊替艾黎爾留下逃走的機會，生死不明。
第二季於劇情對話中確認存活。

埃斐勒（エビル）
- 種族：神族

- 能力：光

主神，掌管所有神的最高上位領導者，親自制訂、管理神族應遵守的各種規定。
『時空封印結界陣』展開後便與其他神一起被封鎖在神界，後來派遣司佩樂諾前往人間界執行任務。
闇神赫拉波斯的雙胞胎哥哥，主神埃斐勒帶有一頭純白如雪的白髮和銀色的眼睛，右眼有被術法陣封印時留下的傷痕，那是在阻止時空封印結界陣展開的戰爭中被某位大術法師所傷的，在天界曆中擔任第二個月份的代表神。
很珍惜同族，特別信賴司佩樂諾，很少開口講話，除了他曾愛上的女性伊萊因和司佩樂諾外，不易露出笑容。
第一章劇情中僅有提到名字，並未出現於劇情中。

捷豹（재규어；ジャガー）
- 配音：박성태（韓）／出先拓也（日）

- 種族：半神族

- 能力：操縱人心

能吹奏樂器操縱人心，幫助赫拉波斯完成計劃的神，甚至連封印自身的力量以人類的姿態幫助人類完成眾神封印也是計劃的一部分，背叛同族的祂們則被稱做『半神』。
故事中諸多事件都跟祂有所關連，艾洛特一路上都在追查他的行蹤，但最終還是讓祂在太古之地集結眾多半神勢力前往推翻術法師以奪取眾神之淚。
所幸，最後術法師成功阻止祂們的侵略；然而捷豹祂們也都突然間不見蹤影。

黎浬歐菲（리리오페；リリオペ）
- 配音：名塚佳織（日）

- 種族：神族

- 能力：指揮精靈、治癒

水的女神，電擊之神的戀人，過去照顧因巨神族戰鬥而受傷的電擊之神—『司佩樂諾』由於太過傷心，流出的淚形成一座湖而聞名的女神。
時空封印陣展開後，部分神族為了規避封印陣的影響，自行封印力量而得以在地上繼續活動，但也因此使被封印的神族們，術法師的力量能夠對祂們造成威脅。
黎浬歐菲是為了尋找前去人間的司佩樂諾而跟著來到人間，卻由於找不到司佩樂諾所以只好待在人間。
後來卻被覬覦祂力量的術法師赫伊克給發現，從祂身上奪走項鍊，沒有項鍊的祂一出水面周圍的霧就會散掉，也使得黎浬歐菲只能在水中藉著濃霧躲避著赫伊克的追殺。
經過一段時間，化身為索瑪的司佩樂諾瞞著大家來探望湖中的黎浬歐菲，得知了一切消息的司佩樂諾決定為祂奪回項鍊，在奪回項鍊後司佩樂諾希望黎浬歐菲能回去神界，但黎浬歐菲由於放不下留在人間的司佩樂諾，而不願回去。

伐賈斯（발가스；バルガス）
- 配音：김광국（韓）／子安武人（日）

- 種族：神族

- 能力：吸取生命力、創造各式害人之物。

貪欲之神，過去是艾利阿丹王國的主神。
原本應該是永久存在的眾神們，由於在巨神族的戰爭後受到巨神族的詛咒，使得眾神不再是永久的存在。
伐賈斯為了延續祂的壽命，劫持蘋果的母親與數名人類女性吸取她們的生命力來延壽。
此外，伐賈斯神過去為了自己的欲望經常發動戰爭，以致在人間界遺留許多幫助祂作惡的創造物，在時空封印陣展開後被伐賈斯誓死團重新利用。

培里歐奈（벨리오네；ペリオ）
- 種族：神族

- 能力：神

隱遁之神，起初與捷豹一樣是『半神』而投靠到施展時空封印陣的術法師一方，在逃出術法師的監視後因為反對赫拉波斯的想法而獨自行動；能力相當強大，即使以人類的樣貌依舊能單獨擊敗數十名術法師。
由於培里歐奈隱蔽的性格，難以尋找的地方或事物也經常會以祂的名字為命名。
對於捷豹的行動祂一向都是觀望的態度，但由於路過的柯摩托順手幫助他擊退野豬幫，祂對柯摩托有好感，奉勸柯摩托別靠近太古之地，但由於柯摩托不聽勸告跑回太古之地，使得想要救助柯摩托的祂也跟著來到太古之地。

泰賈斯（테자스；テジャス）
- 配音：鳥海勝美（日）

- 種族：神族

- 能力：魔法（神的知識）

傳授人類魔法知識的神，只要學過魔法的人都認識祂，可說是最強也是最早的魔法使用者，『半神』之一；見到人類術法的強大後，開始對人類的術法產生興趣。
加入赫拉波斯進攻術法師大殿堂的計劃，祂們企圖奪取眾神之淚，而由祂負責研究並破解術法師們的術法陣；以及透過佈下複雜且嚴密的魔法陣，來得知巡邏術法師的行蹤。

萊比歐斯（레피오스；レピオス）
- 配音：大原沙耶香（日）

- 種族：神族

- 能力：循環與再生

創造納斯普族的女神，跟其他眾神一樣受到巨神族詛咒影響，因此藉著沉睡來延命。
實際上創造納斯普族的目的並不是要成為祭品，而是萊比歐斯分離自己部分靈魂轉世成納斯普族，至人間界淨化巨神族詛咒，最後再由獻祭儀式回到萊比歐斯身上；
但自從時空封印陣展開後，納斯普族死後的靈魂無法再回到萊比歐斯身上，只能夠在人間徘徊，也使得萊比歐斯逐漸衰弱。
最後格芮妮來到神界晉見萊比歐斯，萊比歐斯在得知格芮妮的想法與遭遇後，將格芮妮手中的眾神之淚植入自己的靈魂化為權杖委託格芮妮返回地上界拯救那些無法回到萊比歐斯身邊的靈魂們。

阿凱夏（아카샤；アカシャ）
- 配音：喜多村英梨（日）

- 種族：神族

- 能力：復活

創造能夠感應並尋找眾神之淚的賽納巴，也是創造伊希莉亞的女神，『半神』之一。
阿凱夏和大術法師—莎利阿勒利用受比夏茲族詛咒而死的難民來創造賽納巴，賽納巴沒有感情也沒有記憶，完全服從阿凱夏收集眾神之淚的指令四處殘殺掠奪。
而後因發生不明原因使原本也是賽納巴的伊希莉亞脫離原歸屬，使伊希莉亞與舒博爾行人相會並冒險。
不過伊希莉亞在太古之地與阿凱夏再次相會並想起一切記憶時，阿凱夏操控伊希莉亞攻擊舒博爾，但由於伊希莉亞的自我抗拒而自殺，使祂放棄；隨後術法師大殿堂的戰爭結束後，阿凱夏也跟著消失無蹤。

## 遊戲機制

### 一般任務
即遍佈於各地圖內的一般任務，玩家可通過做這些任務快速升級，培養新角色。玩家可根據自己的角色等級選擇適合自己的村莊/狩獵區以進入遊戲。

### 劇情任務
可讓玩家體驗該作的故事背景，但只能單人參加且不可在任務進行中使用補血藥品；玩家可在劇情任務中另外選擇兩個角色來支援。

### 比武場
設置於主廣場-洛法勒特城內，提供玩家之間進行對戰。

### 挑戰任務
進階版的冒險任務，需要組隊且CP值足夠方可進行。
特定場地會禁止玩家使用補血藥品以及限制復活次數。

## 爭議(舊代理商雷爵)
幸運符石事件
2010年3月25日，星空幻想Online光榮之塔的考驗改版，
雷爵網絡刻意將C級裝備的製作材料加入「幸運的符石」，
而此「幸運的符石」，的來源是從商城的符石寶箱以5元方式隨機抽選，
並沒有其他方式取得，
且實際進入遊戲玩過的玩家普遍認為掉寶機率過低，
打完一場狩場掉出來的幾乎都是製作裝備的其中一樣材料---碎片，
以致讓玩家認為是變相收費，再加上部分官方人員處理態度
不佳，使玩家人數銳減。
2010年10月6日，星空幻想Online貝勒托港口（上）改版
增加60顆C級結晶換取符石寶箱，然後可從符石寶箱獲得幸運符石，
因此有了直接從遊戲中取得幸運符石的方式。
2011年1月13日，星空幻想Online聖女的眼淚改版
正式將遊戲中除去幸運的符石並將C級裝備的製作材料
移除幸運的符石此材料，從此遊戲中已沒有再獲得
幸運的符石的方式。
欺騙消費爭議
2012年9月18日，雷爵公司對星空幻想online的玩家宣布：結束代理，並且，代理合約到日期是2012年9月27日。
由此引發消費者不滿：有消息指出，雷爵公司早在前一年就已經確認合約期限到2012年9月27日。因此在9月結束營運公告出現之前，卻仍陸續舉辦各種活動鼓勵消費，此行為明顯屬於欺騙消費。期間舉辦的活動與實有消費的玩家人數統計如下：
促銷活動與期間推出產品
1. 8/16「商城8折」 共計150人
2. 8月轉轉樂寶箱 共計71人
3. 泳裝紙娃娃、寶箱 共計18人
4. 頭文字D賽車手服、車展女郎服及寶箱 共計21人
儲值活動
1. 6/20儲值點數『10%』回饋活動 共計25人
2. 6/28【手機線上購點限定】儲值加碼送10% !共計12人
3. 7/5《夏夏叫儲值活動part1》 共計51人
4. 8/2《夏夏叫儲值活動part2》 共計101人
關於6-9 月有進行消費的玩家，於商城購買的虛擬物品還來不及處理或使用，雷爵公司一直到最後都沒有妥善處理，只有針對點數卡匯入的現金的部分提出了轉點至其他遊戲（光之封印）或者要臨櫃辦理退款等方案。
有玩家特為此在facebook社群網站上設立了活動專頁，集結約1000多名玩家，只為求一份合理交代與應有的退款。
到最後陸續也有玩家主動去申訴，得到的回應也是如出一轍，對於處理與玩家權益的維護，可說是十足沒有誠意，讓玩家感到心灰冷。台灣玩家團結一心，為自己的權利捍衛的行動，即使沒有很激烈，也可以說是無形的一種革命。

## 外部連結
- 台灣官方網站 （页面存档备份，存于）
- 韓國官方網站
- 日本官方網站
- 香港官方網站 （页面存档备份，存于）
- 泰國官方網站
- 大陸官方網站

重生版
- 台灣普雷威官方網站
- 日本OnNet官方網站